# Mozilla Foundation

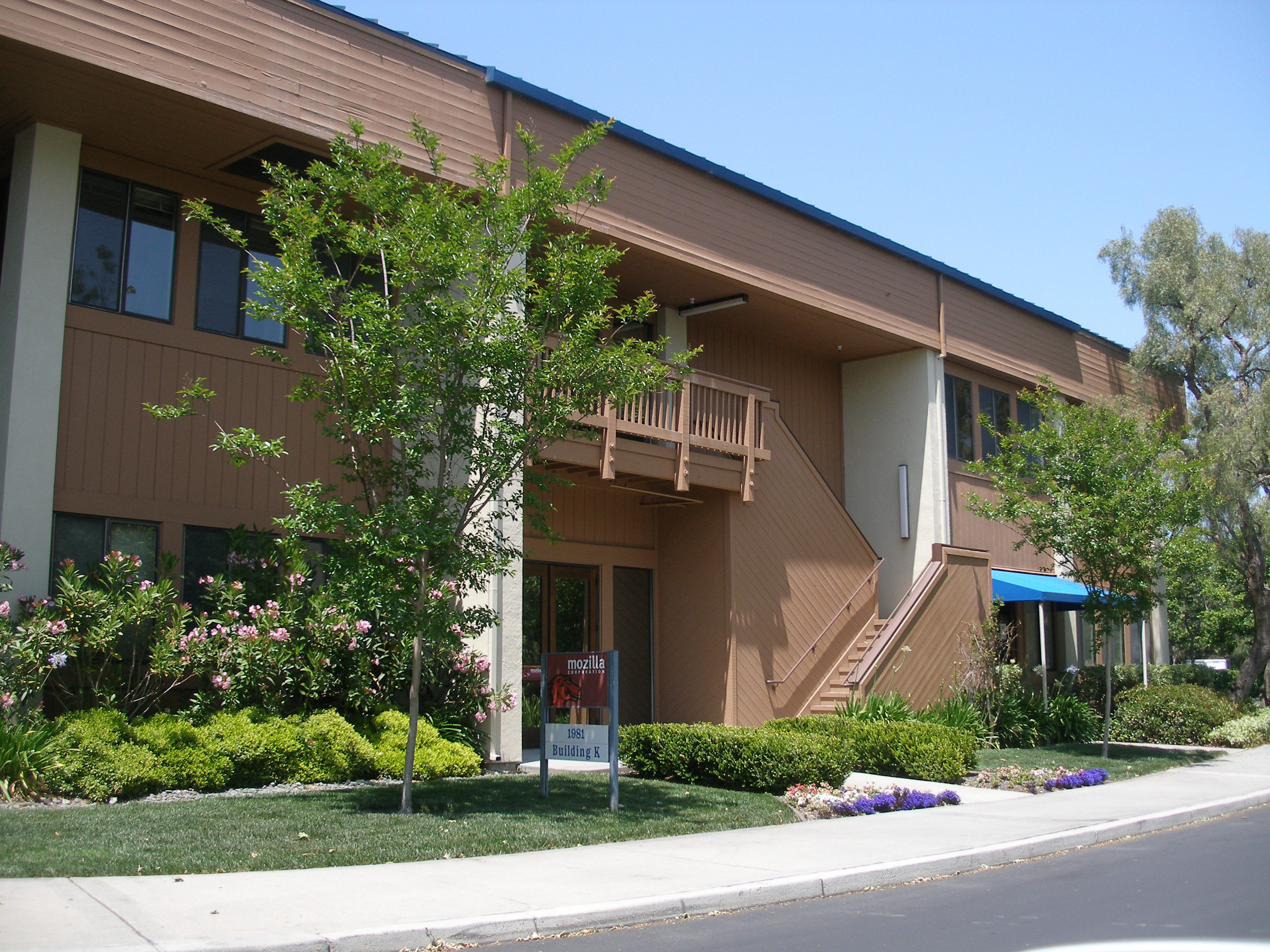
Ehemaliges (bis zum Jahre 2009) Büro der Mozilla Foundation und Mozilla Corporation

Die Mozilla Foundation ist eine US-amerikanische Non-Profit-Organisation, die zur Unterstützung des Freie-Software-Projekts Mozilla ins Leben gerufen wurde. Die Organisation setzt fest, in welche Richtung die Entwicklung der Projekte fortgeführt wird, bietet eine grundlegende rechtliche Infrastruktur und kümmert sich um Marken und anderes geistiges Eigentum. Die Foundation besitzt seit 2020 neben der schon vorher bestehenden Tochterfirma Mozilla Corporation, die einige Entwickler angestellt hat und die mittlerweile nun nur noch die Versionen des Projekts Firefox koordiniert, mit der „MZLA Technologies Corporation“ eine zweite Tochterfirma, die sich ihrerseits ganz dem Thunderbird-Projekt widmet. Mozilla Foundation hat ihren Sitz in Mountain View im Silicon Valley in Kalifornien.
Die Mozilla Foundation beschreibt sich selbst als eine „gemeinnützige Organisation, gewidmet der Wahrung der Wahlmöglichkeiten und der Innovation im Internet“.

## Geschichte

Historisches Logo der Mozilla Foundation

Am 23. Februar 1998 rief das US-amerikanische Unternehmen Netscape Communications die Mozilla Organisation ins Leben, um die Mozilla Application Suite in ihrer Entwicklung zu koordinieren. Die Organisation bestand fast nur aus Netscape-Angestellten, obwohl sie theoretisch von der Firma unabhängig war. Die Mozilla Organisation behauptete, den Mozilla-Browser nur zu Testzwecken zu betreiben, und nicht für Endnutzer. Das führte zunächst zur Entstehung des Beonex Communicators, von denen es auch Endnutzer-Versionen gab, aber die meisten Benutzer luden trotzdem die „offiziellen“ Mozilla-Pakete herunter.
Als sich AOL-TimeWarner und Microsoft in einem Kartellverfahren im Mai 2003 außergerichtlich einigten – Microsoft überwies AOL 750 Millionen US-$ als Ausgleich und gewährte AOL überdies für sieben Jahre eine lizenzgebührenfreie Nutzung der Internet-Explorer-Technologie – schien das Ende Netscapes recht wahrscheinlich.
Am 15. Juli 2003 schloss AOL die Netscape-Browser-Entwicklungsabteilung und überführte sie in die gemeinnützige Mozilla Foundation, die sich fortan um die Weiterentwicklung des Codes kümmern sollte. Die letzten 50 Netscape-Entwickler wurden entlassen. AOL half großzügig bei der Abspaltung des Projekts: Die benutzte Hardware wurde der Foundation überlassen, ebenso die Rechte am Mozilla-Code und den Marken Mozilla und Bugzilla, drei Mitarbeiter für die ersten drei Monate bezahlt und zwei Millionen Dollar an Spenden über die nächsten zwei Jahre versprochen. Die Rechte am Namen Netscape behielt AOL.

## Mozilla Corporation
Am 3. August 2005, also gut zwei Jahre später, gründete die Foundation die Mozilla Corporation, um Entwicklung und Verbreitung der Projekte sicherzustellen. Die Corporation hat die Verantwortung für die Planung der Releases und für Marketing. Außerdem hat sie Verbindungen mit Firmen, von denen viele Mozillas Einkommen sicherstellen. Anders als die gemeinnützige Foundation ist die Mozilla Corporation ein steuerpflichtiges Unternehmen, welches deshalb viel größere Freiheiten in geschäftlichen Angelegenheiten hat. Parallel zur Mozilla Corporation wurde 2007 Mozilla Messaging gegründet, das die Entwicklung von Thunderbird übernommen hat. Im April 2011 erfolgte die Reintegration in die Mozilla Foundation beziehungsweise Mozilla Corporation, da sich der Messaging-Ableger als nicht förderlich für die Entwicklung erwiesen habe. Im Januar 2020 wurde Thunderbird dann aber wieder ein eigenes Mozilla-Unternehmen.
2020 kündigte Mozilla Umstrukturierungen und Sparmaßnahmen an und entließ zunächst im Januar 70 Mitarbeiter, im August 2020 dann weitere 250 Mitarbeiter, damit insgesamt ein Drittel der Belegschaft.
Überraschend: Laut Mozillas 2021er „Financial Statement“  wurden dort von Mozilla in den Jahren 2020 und 2021 insgesamt 200 Menschen neu angestellt.
Am 8. Februar 2024 wurde bekannt, dass Mitchell Baker den Posten des CEO abgibt. Interimsweise wurde Laura Chambers als neue CEO der Mozilla Corporation ernannt.

## Aufgaben
Das Aufgabengebiet der Mozilla Foundation wuchs schnell über das der alten Organisation hinaus, als sie viele der Dinge übernahm, die ursprünglich zu Netscape gehörten. Dann wurde ein Trend in Richtung Endverbraucher bemerkbar, und die Foundation begann, Geschäfte mit kommerziellen Firmen zu machen, die Mozilla auf CDs verkaufen sollten und beispielsweise telefonische Unterstützung anboten. Dabei wurde auf die gleichen Anbieter gesetzt wie zu Netscapes Zeiten. Gleichzeitig begann die Mozilla Foundation, ihren Marken und Logos Aufmerksamkeit zu schenken, Urheberrechtsrichtlinien auszuarbeiten und Marketingaktionen zu starten.
Mit der Gründung der Mozilla Corporation wurden dieser alle geschäftlichen Aufgaben übertragen. Die Foundation beschäftigt sich heutzutage nur noch mit der Führung der Projekte (das heißt Firefox und Mozilla Thunderbird, aber auch noch der nicht „vermarkteten“ Projekte Camino, SeaMonkey usw.) sowie der Erstellung und Durchsetzung von Richtlinien in der Entwicklung und Vermarktung. Die Foundation besitzt die Markenrechte und anderes geistiges Eigentum; Die Corporation hat Lizenzen für diese. Außerdem hat sie die Kontrolle über die Quellcode-Repositories der Mozilla-Projekte und entscheidet, wer Code hochladen darf.
Am 13. Februar 2007 wurde die Version 0.9 des „Mozilla Manifest“ der Öffentlichkeit vorgestellt, in dem die Grundprinzipien der Stiftung beschrieben sind.
Es wird darüber diskutiert, die Programme Firefox und Thunderbird zu trennen, da beide aufgrund derselben Codebasis auf das jeweils andere Programm Rücksicht nehmen müssten. Dadurch entstünde beiden Seiten viel Aufwand und keines der beiden Projekte könne sich vollständig auf die Bereiche konzentrieren, die für es selbst jeweils am wichtigsten seien.
Seit 2019 setzt sich die Stiftung zum Ziel, Multikulturalismus in der Arbeitsumgebung zu fördern, und bemüht sich, mehr Personen aus unterrepräsentierten Personengruppen, wie Frauen in der Informatik, einzustellen. Dies stimme mit dem Ziel des Internets „als öffentliche, globale Ressource mit Zugriffsmöglichkeiten für jeden“ überein.

## Finanzierung
Die Mozilla Foundation akzeptiert Geldspenden als Finanzierungsmittel. Neben AOLs Zwei-Millionen-Dollar-Spende gab Mitch Kapor 300.000 Dollar zur Gründung hinzu.
Die Stiftung ist eine steuerbefreite Organisation nach US-amerikanischem Recht (eine sogenannte 501(c) organization), während die Mozilla Corporation ein profitorientiertes Unternehmen ist.
Die Foundation hat außerdem Abkommen mit diversen Suchmaschinenanbietern. So war Google lange Zeit in vielen Sprachversionen Standard-Suchmaschine in der Firefox-Suchleiste. 2006 stammten 78 % der Einnahmen aus einem Abkommen mit Google. Ende 2015 unterhielt die Foundation dagegen keine Geschäftsbeziehungen mehr mit Google. Entgegen der bezüglich dieser Veränderung gehegten Besorgnis hatten sich die Einnahmen seitdem nicht verringert, sondern sogar erhöht.
Dieser Rahmen änderte sich erst wieder bei der Veröffentlichung von Firefox 57 „Quantum“ am 14. November 2017, als Mozilla den Vertrag mit Yahoo, der die frühere Finanzierung durch Google ersetzt hatte, vor dessen vorgesehenem Ende im Jahr 2019 schon zu diesem Zeitpunkt kündigte und zu Google als Hauptfinanzier zurückkehrte. Seitdem ist Google anstelle von Yahoo auch in den USA, Kanada, Hong Kong und Taiwan wie in den meisten Spracheinstellungen wieder als Suchmaschine standardmäßig voreingestellt. Presseberichten zufolge hatte sich Mozilla ein Kündigungsrecht für den Fall der Firmenfusion von Yahoo mit Verizon und AOL zu Oath vorbehalten, bei dessen Ausübung die Mozilla Foundation bis zum Ende der ursprünglich vorgesehenen Vertragslaufzeit jährlich 375 Millionen Dollar fordern kann.
Insgesamt wird Firefox, je nach Sprachversion und dem entsprechenden Suchmaschinenmarkt, mit 60 verschiedenen Suchmaschinen-Anbietern ausgeliefert. So sind in der russischen und türkischen Version Yandex und in der chinesischen Baidu voreingestellt.
Der Überschuss wird größtenteils als Rücklage in risikoarme Kapitalmarktanlagen investiert, um der Stiftung eine nachhaltige Finanzierung ihrer Aktivitäten auch bei einem Wegbrechen der Einnahmen für längere Zeit zu sichern.
30 % der Einnahmen werden für Administratives verwendet, was von einigen Analysten kritisiert wurde.
| Jahr                        | 2005               | 2006       | 2007       | 2008       | 2009       | 2010       | 2011       | 2012       | 2013               | 2014               | 2015               | 2016               | 2017               | 2018               | 2021               | 2022               | 2023               |
| Ausgaben in 1000 US-Dollar  | 8.173              | 19.776     | 33.328     | 49.396     | 61.158     | 87.348     | 145.484    | 208.587    | 295.460            | 317.849            | 337.698            | 360.600            | 421.787            | 451.371            | 339.961            | 425.220            | 496.723            |
| Einnahmen in 1000 US-Dollar | 52.907             | 66.841     | 75.126     | 78.598     | 104.305    | 123.206    | 163.474    | 311.005    | 314.100            | 329.558            | 421.275            | 520.373            | 562.279            | 450.860            | 600.684            | 593.516            | 653.012            |
| Jahresbericht               | 2005 (PDF; 254 kB) | 2006 (PDF) | 2007 (PDF) | 2008 (PDF) | 2009 (PDF) | 2010 (PDF) | 2011 (PDF) | 2012 (PDF) | 2013 (PDF; 339 kB) | 2014 (PDF; 376 kB) | 2015 (PDF; 392 kB) | 2016 (PDF; 380 kB) | 2017 (PDF; 310 kB) | 2018 (PDF; 419 kB) | 2021 (PDF; 381 kB) | 2022 (PDF; 388 kB) | 2023 (PDF; 691 kB) |

## Vorstand
Der Vorstand der Mozilla Foundation besteht aus neun Mitgliedern:
- Nicole Wong (Vorsitzende)
- Brian Behlendorf
- Zain Habboo
- Amy Keating
- Raffi Kirkorian
- Edwin Macharta
- Alondra Nelson
- Mark Surman
- Helen Turvey

Auch Christopher Blizzard war Teil des Vorstands, wechselte aber in den Vorstand der Mozilla Corporation. Weitere ehemalige Vorstandsmitglieder sind Reid Hoffman, Joichi Ito, Brendan Eich und Mitch Kapor.
Präsident der Mozilla Foundation ist Mark Surman, Nabiha Syed ist executive director (Geschäftsführerin).

## Internationales Marketing
Mozilla Europe (2012 aufgelöst), Mozilla Japan und Mozilla China sind Non-Profit-Organisationen, welche rechtlich unabhängig voneinander sind, aber der Mozilla Foundation nahestehen und das Marketing der Mozilla-Produkte in den Regionen vorantreiben.